# Anniek Siebring
Anniek Siebring (Sleen, 13 mei 1997) is een Nederlands volleybalspeelster. Siebring kwam in Nederland uit voor VC Sleen, Lycurgus Groningen en VC Sneek. In het buitenland speelde ze voor het Duitse VfB Suhl 91 en de Finse club LP Viesti. Sinds 2021 is Siebring teruggekeerd bij VC Sneek.

## Carrière
Siebring begon haar volleybalcarrière in 2012 bij VC Sleen uit haar geboorteplaats. Ze kwam in het seizoen 2013/14 uit voor Lycurgus Groningen. Vervolgens vertrok ze naar VC Sneek. Met de Friese club werd ze in 2015 kampioen en won ze de beker. Het seizoen erna werd opnieuw de bekerfinale behaald en de titel succesvol verdedigd. De beker werd in 2017 opnieuw gewonnen en in 2018 werd een tweede plaats als eindklassering behaald. In 2018 ging Siebring bij het Duitse VfB Suhl 91 haar eerste buitenlandse avontuur aan. In het seizoen 2018/19 behaalde ze de kwartfinales van de DVV Cup en de negende plaats in de Bundesliga. Siebring maakte in 2019 haar debuut in de Nederlandse volleybalploeg. Een jaar later verliet Siebring Suhl voor het Finse LP Viesti. Met de Finnen werd Siebring landskampioen. Na een jaar in Finland keerde ze terug bij VC Sneek. In 2024 won Siebring met de Friezinnen haar vijfde Nederlandse landskampioen.

## Awards
Clubverband
- Nederlands kampioen 5×
- Nederlandse Beker 2×
- Fins kampioen 1×